# František Kutta
František Kutta (7. května 1923 – 18. listopadu 2004) byl český ekonom a horolezec. Pracoval jako zaměstnanec Ústavu pro filosofii a sociologii a Ekonomického ústavu ČSAV, vyučoval na Katedře ekonomiky průmyslu Fakulty výrobně ekonomické VŠE. Byl členem Komunistické strany Československa. Je po něm pojmenována např. cesta Kuttův roh na Hlavní věži na Suchých skalách a jeho cesta Kuttovy plotny na Batizovský štít ve Vysokých Tatrách.

## Horolezecká činnost
František Kutta začal lézt po skalách během 2. světové války. Po ní se vypracoval na špičkového znalce skal ve středních Čechách, významného prvovýstupce, metodika a autora drobných průvodců na jednotlivé skalní oblasti. Jeho prvovýstupy jsou stejně významné jako objevitelská činnost, kterými zpřístupnil klasické směry dodnes často lezené.
Svůj horolezecký odkaz zanechal především na Suchých skalách u Malé Skály (pískovec), v Srbsku a Svatém Janu pod Skálou u Berouna (vápenec), na Mařence a Bílé skále nad Vltavou mezi Slapy a Štěchovicemi (metavulkanit) a také na několika horolezeckých cestách ve Vysokých Tatrách (žula).

## Dílo
- Horolezecká abeceda; KČT, 1944, 1. vyd. (2. vyd. 1945)
- Horolezecká technika na cvičných skalách; Knihkupectví Klubu českých turistů, Praha, 1946, 33 s.
- Na Kobylí hlavě; časopis Junák 10/1946[4]
- Budování materiálně technické základny komunismu; NPL Praha 1962
- Horolezectví v údolí Kačáku; časopis Turista 3/1969
- František Kutta: Vzpomínka na interdisciplinární tým R. Richty Archivováno 12. 8. 2019 na Wayback Machine., 1997